# ماریا ولیو دا کوستا
ماریا ولیو دا کوستا (انگلیسی: Maria Velho da Costa; زاده ۲۶ ژوئن ۱۹۳۸ – درگذشته ۲۳ مهٔ ۲۰۲۰) نویسنده اهل پرتغال بود.

## زندگی‌نامه
وی در ۲۶ ژوئن ۱۹۳۸ در لیسبون به دنیا آمد و از دانشگاه لیسبون فارغ‌التحصیل شد. کتاب به اسم «نامه‌های پرتغالی جدید» (به پرتغالی: Novas cartas portuguesas) که در ۱۹۷۱ منتشر شد یکی از شاخص‌ترین آثار فمینیستی پرتغال است. او این کتاب را به همراه ماریا ترزا و ماریا بارنو (۲۰۱۶–۱۹۳۹) نوشت. این سه نفر به سه ماریا معروف شدند. موضوع کتاب محدودیت‌های زندگی زنان است و به نماد مقاومت در مقابل حکومت دیکتاتوری آن زمان پرتغال بدل شد که دو سال بعد سرنگون شد. چند ماه بعد از انتشار کتاب سه ماریا دستگیر و محاکمه و به اتهام سوء استفاده از آزادی بیان و تشویش اذهان عمومی به زندان محکوم شدند. کتاب به فرانسه قاچاق و در آنجا منتشر و بسیار پرفروش شد. وی برنده جایزه کاموئینش در سال ۲۰۰۲ شده‌است. دا کوستا در ۲۳ مه ۲۰۲۰ در سن ۸۱ سالگی در لیسبون درگذشت.